# IC 3618
IC 3618 ist eine linsenförmige Galaxie vom Hubble-Typ S0 im Sternbild Coma Berenices am Nordsternhimmel. Sie ist schätzungsweise 296 Millionen Lichtjahre von der Milchstraße entfernt und hat einen Durchmesser von etwa 25.000 Lichtjahren.
Im selben Himmelsareal befinden sich u. a. die Galaxien IC 3610, IC 3632, IC 3640, IC 3642.
Das Objekt wurde am 23. März 1903 von Max Wolf entdeckt.